# Karl Adolf Verner

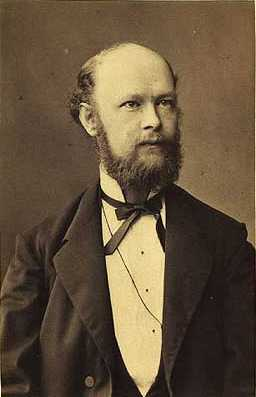
Karl Verner in 1878

Karl Adolf Verner (Aarhus, 7 maart 1846 - Kopenhagen, 5 november 1896) was een Deense filoloog. Hij groeide op in Aarhus en studeerde vergelijkende taalwetenschappen aan de Universiteit van Kopenhagen. In 1876 werd hij bibliothecaris aan de Universiteit van Halle. Hij specialiseerde zich in de Slavische talen en doceerde dat vak ook als professor aan de Universiteit van Kopenhagen van 1888 tot aan zijn dood.
Verner heeft zijn bekendheid vooral te denken aan de klankwet die naar hem is genoemd: de Wet van Verner. Hiermee slaagde hij erin, een tot dan toe niet begrepen ontwikkeling in de Germaanse talen te verklaren.
De Wet van Verner is bovendien een goede illustratie van de opvattingen van de Neogrammatici, tot welke groep Verner behoorde. Zij wilden alleen volgens de empirische methode werken, en maakten daarmee de klankwet het uitgangspunt van hun studie. In hun opvattingen veranderden talen wetmatig; ook schijnbare uitzonderingen (zoals die in de Wet van Grimm) waren geen willekeurige afwijkingen, maar wetmatige afwijkingen. En dat laatste toonde Verner dus aan met
"zijn" wet.